# Nicolas Pasquier
Pour les articles homonymes, voir Pasquier.
 (mars 2018).
Si vous disposez d'ouvrages ou d'articles de référence ou si vous connaissez des sites web de qualité traitant du thème abordé ici, merci de compléter l'article en donnant les références utiles à sa vérifiabilité et en les liant à la section « Notes et références ».
Nicolas Ernest Pasquier, né le 6 décembre 1848 à Achères-la-Forêt (Seine-et-Marne) et mort le 22 avril 1917 à Gorbio, est un officier français impliqué dans l'affaire des fiches au début du XXe siècle.

## Biographie
Fils de cultivateur, Nicolas Pasquier s'enrôle dans l'armée à 19 ans comme simple soldat en janvier 1868. Sergent-major au 50e régiment d'infanterie de ligne, il est fait prisonnier de guerre à la bataille de Wissembourg le 4 août 1870. Sous-lieutenant en 1875, porte-drapeau en 1879, lieutenant en 1881, capitaine d'habillement au 38e régiment d'infanterie en 1887, passé dans le 58e régiment d'infanterie en 1889, il y devient capitaine adjudant-major en 1899. Il sert d'août 1900 à mars 1901 au sein du contingent français de la force expéditionnaire internationale envoyée en Chine pour venir à bout de la révolte des Boxers. Promu chef de bataillon en novembre 1900, il est placé hors cadre et nommé par le général Louis André au poste de commandant des prisons militaires de Paris en août 1901 après son retour en métropole. À ce titre, il a pour principale attribution les fonctions de directeur de la prison du Cherche-Midi, où il remplace Forzinetti. Chevalier de la Légion d'honneur depuis 1895, il est promu officier du même ordre en 1903.
« Le front bas, les yeux fuyants, de haute taille, avec cette épaisseur de l’ossature, cette lourdeur du corps qu’ont souvent les paysans de l’Île-de-France ; M. Pasquier rappelle l’adjudant stigmatisé par Courteline sous le nom de Flick »[réf. nécessaire].
Protagoniste incontournable de l'affaire des fiches, le commandant Pasquier est une personnalité importante dans la franc-maçonnerie. Appartenant à l’Orient d’Avignon, ville de garnison du 58e régiment d'infanterie où il a longtemps été affecté, il est 33e honneur et garde des sceaux du Grand Orient de France. Très sage du chapitre les Vrais Amis réunis et vénérable de la loge chapitrale du même nom de 1893 à 1900, il devient premier président du conseil Sincère Union des vrais amis puis vénérable de la loge Voltaire à Paris. Il est six fois désigné comme délégué de sa loge entre 1894 et 1903. Le commandant Pasquier fait partie des trente-trois membres du Conseil de l’Ordre depuis 1890 et se fait remarquer en revêtant son uniforme lors des convents du Grand Orient. Ce frère zélé n’est pourtant pas à l’abri des reproches et La Libre Parole émet une hypothèse embarrassante pour un membre du Conseil de l’Ordre : sa fille aurait été élève des religieux de l’Immaculée Conception à Avignon. D’autre part, Jean-Baptiste Bidegain s’interroge sur la probité du commandant. Il est en effet obligé de donner sa démission de membre du Conseil de l’Ordre en 1895, lors de l’Assemblée générale, après une interpellation. Bidegain y voit un lien avec une circulaire de novembre 1895 adressée aux loges par le Conseil de l’Ordre dénonçant une affaire de mines d’or. 
Le commandant Pasquier revient en mars 1905 sur son rôle dans l’affaire des fiches. Il raconte avoir été convoqué par le général André qui lui explique comment il pourrait rendre « un grand service à l’armée et à la France en aidant à républicaniser l’armée »[réf. nécessaire]. À l’abri, selon lui, de tous reproches, il déclare avoir simplement obéi au ministre, à son chef de cabinet, le général Percin, et au président du Conseil Émile Combes. Cependant, pour Jean-Baptiste Bidegain, « c’est aussi par simple amour de l’art que cet individu, depuis quelques années, espionnait ou faisait espionner ses camarades le plus souvent sans en avoir reçu le mandat ». 
Il devient en tous cas responsable d’un nouveau service de renseignements. De la même manière que Narcisse-Amédée Vadecard le fait avec les vénérables, le commandant correspond avec des officiers maçons sélectionnés dans chaque région. Le directeur de la prison du Cherche-Midi se réserve pour sa part l’École de Guerre, Saint-Cyr et Saint-Maixent. 
Pasquier confie, satisfait, que pour la promotion de la fin de l’année 1903, « sauf une ou deux exceptions [ses] propositions ont été respectées ». Le frère Pasquier fiche en tout une cinquantaine de régiments et de nombreuses pièces signées de son nom sont publiées par Jean Guyot de Villeneuve dans les journaux. La liste des délateurs publiée en 1905 indique à son nom 182 officiers fichés en garnison dans plus de 25 villes. Son rayon d’action est très étendu puisqu’il fiche des officiers de Paris, Reims, Nancy, Lorient, Chambéry, Tunis ou même de Madagascar. Son poste parisien était, comme il le rappelle « un poste de combat ».

## L’organisation de la Solmer
Association d’officiers francs-maçons, la Solidarité des armées de terre et de mer (Solmer) a été créée en 1901 selon Bidegain, François Vindé et André Combes[Lequel ?], en 1903 pour Gaston Calmette et Jean Marquès-Rivière. Il fournit environ 8 000 fiches au ministère selon Bidegain, 12 000 selon Calmette qui décrit ce service de renseignements dans son article du 27 octobre 1904 :
« La délation compte aujourd’hui dans nos casernes des centaines de policiers amateurs, officiers de métier, qui travaillent, sinon officiellement, du moins officieusement au nom et au compte du ministre de la Guerre. »
Les délateurs militaires envoient leurs informations à Pasquier qui les trie et les dirige directement vers le ministère, sans passer par le Grand Orient de France.
Atteint par la limite d'âge, Pasquier doit quitter son poste de commandant de la prison du Cherche-Midi le 1er mars 1905 et est rendu à la vie civile. Il est finalement nommé au grade de major de réserve, rayé du Cercle militaire mais non radié de la Légion d'honneur. Son appartenance au 33e grade du Grand Orient n'y est pas pour rien, selon l'opposition.

### Sources
- Dossier de Légion d'honneur du commandant Nicolas Ernest Pasquier.